# جورج فيش
جورج فيش (بالإنجليزية: George Fish)‏ هو أستاذ جامعي أمريكي، ولد في 4 أبريل 1895 في لوس أنجلوس في الولايات المتحدة، وتوفي في 22 فبراير 1977 في إيست هامبتون في الولايات المتحدة.

## وصلات خارجية
- جورج فيش عل موقع إسبنسكروم (الإنجليزية)
- جورج فيش على موقع أوليمبيديا (الإنجليزية)